# ۱+۱ (ترانه)
«۱+۱» ترانه‌ای از هنرمند اهل ایالات متحده آمریکا بیانسه است که در ۲۵ مه ۲۰۱۱ منتشر شد. این ترانه در آلبوم ۴ (آلبوم بیانسه) قرار داشت.